# Markus Dreßen
Markus Dreßen (* 1971 in Münster) ist ein deutscher Grafikdesigner, Buchgestalter und Hochschullehrer. Er ist seit 2006 Professor für Grafikdesign an der Hochschule für Grafik und Buchkunst Leipzig.

## Leben und Werke
Markus Dreßen studierte von 1993 bis 1999 an der Hochschule für Grafik und Buchkunst in Leipzig im Studiengang Buchkunst/Grafik-Design bei Hildegard Korger, Günter Karl Bose (Projektgruppe work ahead), Ruedi Baur (Klasse Systemdesign) und Volker Pfüller (Klasse Illustration). Im Anschluss arbeitete er als Künstlerischer Mitarbeiter für Typografie an der HGB Leipzig. 2000 gründet Markus Dreßen zusammen mit Anne König und Jan Wenzel die Arbeitsgemeinschaft Spector und 2008 den Verlag Spector Books. Zum Wintersemester 2006/2007 wurde Markus Dreßen zum Professor für Grafikdesign an die HGB Leipzig berufen.
Er gestaltete Bücher für Künstler wie Olaf Nicolai, Neo Rauch, Ilya Kabakov, Ramon Haze, entwarf Erscheinungsbilder für die Galerie für Zeitgenössische Kunst (Direktion Klaus Werner (Kunsthistoriker) 1996–2001, Barbara Steiner 2001–2011), Oper Leipzig (Intendanz Udo Zimmermann) und das Schauspiel Stuttgart (Intendanz Armin Petras). 2004 wurde Markus Dreßen für die Gestaltung des Buches Olaf Nicolai: Rewind Forward mit der Goldenen Letter, die höchste Auszeichnung im Wettbewerb Schönste Bücher aus aller Welt der Stiftung Buchkunst, ausgezeichnet. 2006 gewann er den renommierten Gestaltungswettbewerb für die Kieler Woche 2007. 2013 wurde er mit dem Ladislav-Sutnar-Preis der Fakultät Design und Kunst an der Westböhmischen Universität in Pilsen ausgezeichnet. Markus Dreßen wurde 2004 in die Alliance Graphique Internationale aufgenommen.